# Арос (музей)
АРоС (дат. ARoS Aarhus Kunstmuseum) — художественный музей в городе Орхус (Дания). Музей был основан в 1859 году и является старейшим государственным художественным музеем Дании за пределами Копенгагена. 7 апреля 2004 года АРоС открылся выставками в новом современном здании высотой в 10 этажей с общей площадью 20 700 м², построенном по проекту датской архитектурной фирмы Schmidt Hammer Lassen. Ныне АРоС является одним из крупнейших художественных музеев в Северной Европе с общим количеством посетителей 980 909 в 2017 году.
Помимо больших галерей с постоянными и временными выставками в здании музея также работают художественный магазин, кафе и ресторан. Архитектурная концепция музея была завершена в 2011 году сооружением над его крышей «Вашей радужной панорамы» работы датско-исландского художника Олафура Элиассона. Эта конструкция помогла увеличить посещаемость музея, что сделало его вторым по посещаемости музеем в Дании после музея Луизиана в Хумлебеке.

## Выставки
АРоС обладает обширной коллекцией произведений искусства от датского Золотого века до современности. Кроме того, музей принимает множество тематических временных выставок как датских, так и иностранных деятелей искусства, таких как Олафура Элиассона, Бьёрна Нёргора, Ингвара Кронхаммара, архитектора Фрэнка Гери, Пола Маккарти, Роберта Раушенберга, Майкла Квиума, Ханса Кристиана Андерсена, Билла Виолы и Вима Вендерса. В новом здании в рамках первой тематической выставки серии основных работ художников Энди Уорхола и Роя Лихтенштейна. Как и многие другие современные художественные галереи и музеи, АРоС также уделяет большое внимание архитектуре и архитекторам, иногда организовывая тематические выставки.
В подвале расположена галерея «9 пространств» с инсталляциями таких художников, как Джеймс Таррелл, Ширин Нешат и Олафур Элиассон. Число 9 служит отсылкой к «Божественной комедии» Данте Алигьери и её «9 кругов ада». Её комнаты выкрашены в чёрный цвет для контраста с ярким белым экстерьером. Терраса на крыше символизирует божественный свет при выходе из ада. Таким образом, концепцией всего музея является часть путешествия из ада в рай. Это движение подчёркнуто большой винтовой лестницей в основном музейном пространстве. Над крышей АРоСа доминирует инсталляция Олафура Элиассона «Ваша радужная панорама». Она представляет собой круговую прогулочную дорожку с окнами в цветах радуги, тем самым демонстрируя панораму Орхуса в разных цветах в зависимости от местоположения зрителя. Её установка обошлась в 60 миллионов датских крон ($10.7 миллионов), которая финансировалась фондом «Realdania». Она была открыта 28 мая 2011 года. Стеклянный холл, ведущий от главного здания музея к «Вашей радужной панораме», появился в 2013 году.

## История
Музей был основан в 1859 году и является старейшим государственным художественным музеем Дании за пределами Копенгагена. Деятельность по коллекционированию произведений искусства была начата несколькими годами ранее в 1847 году местным художественным объединением «Århus Kunstforening af 1847», первая публичная выставка которых была открыта 6 января 1859 года в Старой ратуше Орхуса, расположенной в соборе, где ныне располагается Музей женщин. Нынешнее здание музея рядом с Концертными залами, функционирующее с 2004 года, является четвёртым домом для художественного музея.
6 января 2009 года АРоС отпраздновал своё 150-летие юбилейной выставкой, на которой были представлены те же работы, что и на самой первой выставке в 1859 году.
В конце 2014 года АРоС объявил о планах расширения с созданием новой подземной галереи и новой большой инсталляции, которая будет сделана американским художником Джеймсом Тарреллом. Проект имеет рабочее название «Следующий уровень», который планируется завершить к 2020 году.
Название музея происходит от древнедатского названия города Орхус (Áros), в то же время выделение трёх букв из его названия в качестве заглавных отсылает к латинскому слову ars, переводящемуся как «искусство».

## Посещаемость
В 2010 году, до открытия конструкции Элиассона, АРоС принял у себя 221 744 посетителей. Через два года в музей пришло более 551 000 посетителей. В 2017 году был отмечен показатель в 980 909 гостей. Эти цифры включают как купивших билет (658 086), так и посетителей музейного магазина и арт-кафе, прошедших для этого через здание.

## Галерея
- Вход из парка.
- АРоС ночью.
- Сооружение «Вашей радужной панорамы».
- Вид с «Вашей радужной панорамы».
- Внутренняя лестница и белые гладкие стены, типичны для интерьера здания.